# Sven Söderholm

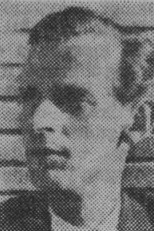
Sven Söderholm

Sven Axel Söderholm, född 25 april 1914 i Stockholm, död 30 maj 1979 i Saltsjö-Duvnäs, var en svensk arkitekt.

## Biografi

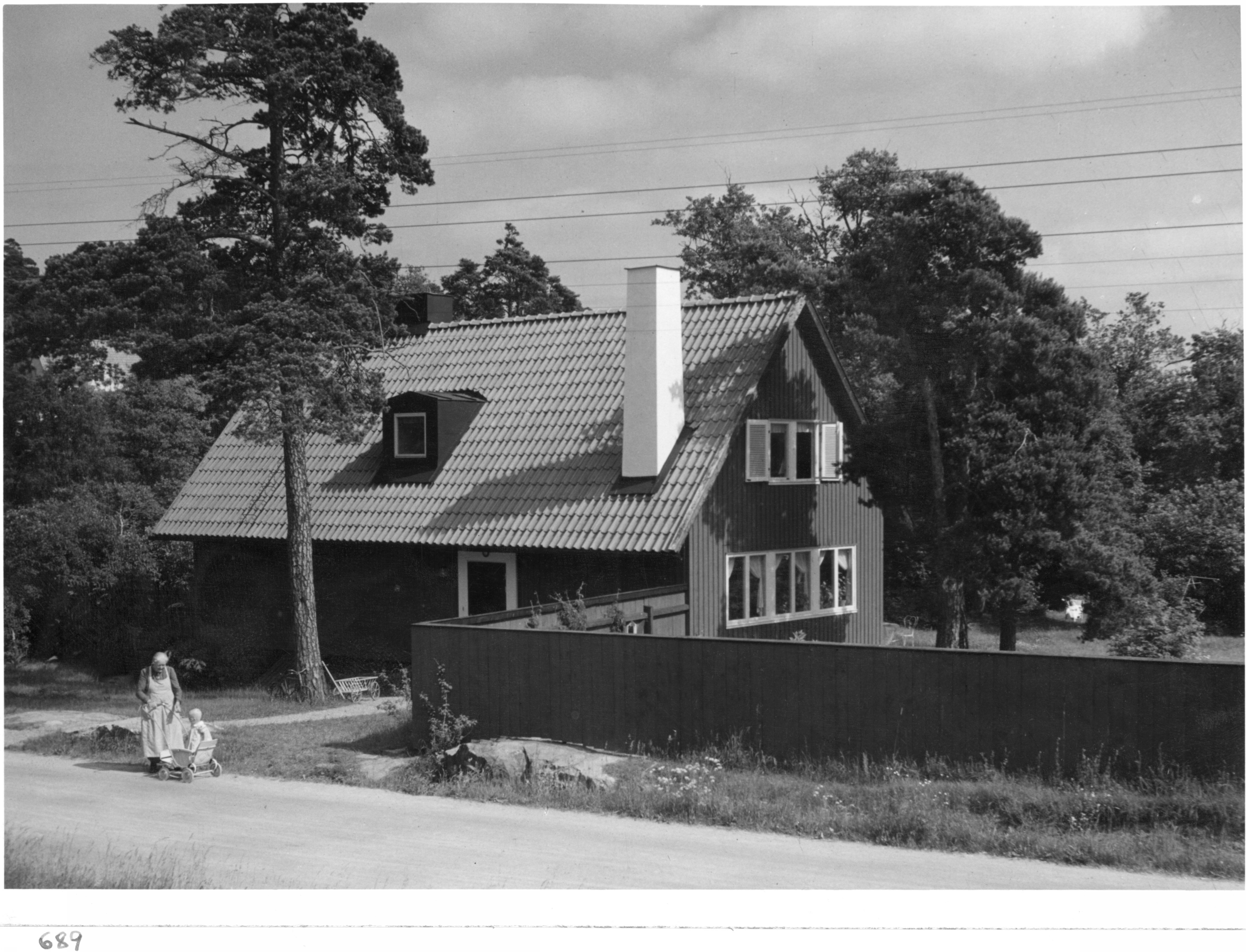
Egna villan i Saltsjö-Duvnäs

Söderholm, som var son till köpman Axel Söderholm och Dorothea Fredlund, avlade studentexamen 1934, utexaminerades från Kungliga Tekniska högskolan 1939 och studerade vid Kungliga Konsthögskolan 1946–1947. Han var arkitekt på Stockholms stads gatukontors parkavdelning 1939–1942, ställföreträdande arkitekt i Stockholms stads kyrkogårdsnämnd 1946–1949, var arkitekt på Byggnadsstyrelsens kulturhistoriska byrå 1942–1967, blev byrådirektör där 1952, avdelningsdirektör 1961, byggnadsråd 1966, blev chef för Byggnadsstyrelsens kulturhistoriska byrå 1967, vilken samma år flyttades till Riksantikvarieämbetet. Han var chef för Riksantikvarieämbetets vårdbyrå (tidigare kulturhistoriska byrån) från 1975. Han bedrev även egen arkitektverksamhet.
Söderholm utförde bland annat villor, kapell och kyrkorestaureringar samt innehade expertuppdrag i justitiedepartementet och kommundepartementet 1959–1960. Han skrev om Stockholms gaturotel (1941) samt artiklar i dags- och fackpress.